# تاریخ فارس

## پیش از اسلام
تاریخ فارس در ادوار اولیهٔ پیش از اسلام با همسایگان شرقی و غربیش پیوند نزدیکی دارد. سکونتگاه‌های کشاورزی در فاز موشکی در حوضهٔ کر، که منطقه‌ای است که به خوبی به طور گسترده مورد پژوهش قرار گرفته، پیش از ۵۵۰۰ پیش از میلاد ایجاد شده بود. سکونتگاهها از آب چشمه‌های در کنار دره برای مقاصد کشاورزی استفاده می‌کردند.

## دورهٔ اسلامی
گرچه عرب‌ها نظام تقسیمات ساسانیان را مورد استفاده قرار ندادند، تقسیم بندی فارس به پنج کورا را حفظ کردند. این تقسیم بندی تا قرن ششم هجری/دوازدهم میلادی ادامه داشت. شیراز که به طور پیوسته، پایگاهی بود که قدمتش به دوره ساسانیان و حتی قبل تر بر می‌گردد، مرکز ایالت شد و همان طور باقی ماند.

## صفوی
ولایت فارس با مرکزیت شیراز از ۱۵۰۳ تا ۱۵۹۵ میلادی در دست سران قبیلهٔ ذوالقدر بود تا آن‌که شاه عباس آخرین ایشان را برکنار کرد و در راه کاستن از قدرت قزلباش‌ها گام برداشت. بخشی از زمین‌ها مستقیماً زیر ادارهٔ دولت مرکزی قرار داشت و شماری دیگر نیز همچنان به‌دست حاکمان موروثی و به‌عنوان تابعان شاه اداره می‌شد.

## دورهٔ قاجار و پهلوی
فارس در دوره قاجار (۱۷۹۴-۱۹۲۱) دچار تحولاتی نظیر حکمرانی چندین شاهزاده؛ اثرگذاری بریتانیا، با سلطه بر خلیج فارس؛ تقسیم اتحادیه‌های عشایری قشقایی و خمسه؛ خودمختاری ادامه دار خان‌های عشایری و زمینداران صاحب نفوذ؛ و نقش فزایندهٔ علما بود.